# Axel Fredrik Enström

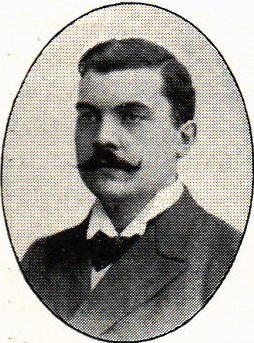
Axel Fredik Enström

Axel Fredrik Enström (* 21. August 1875 in Jakobs församling, Schweden; † 31. März 1948 in Stockholm) war ein schwedischer Ingenieur.

## Leben
Axel Fredrik Enström verließ im Alter von 19 Jahren die Technische Hochschule in Stockholm nach einem Studium der Elektrotechnik als Zivilingenieur. Später promovierte er an der Universität in Uppsala. 1919 gründete er die Königlich Schwedische Akademie der Ingenieurwissenschaften und war ihr erster Direktor. Enström gehörte zu den Fürsprechern des Technischen Museums in Stockholm. Auf der Weltkraftkonferenz 1930 gehörte er mit seinem Beitrag „Die Maschinenkraft als Kulturfaktor“ zu den Vortragenden. Von 1938 bis 1940 war er Präsident der Königlich Schwedischen Akademie der Ingenieurwissenschaften.
Enström war Mitglied des Vereins Deutscher Ingenieure (VDI). Er gehörte zu den Ersten, die das zum Anlass des 75-jährigen Bestehens des VDI gestiftete Ehrenzeichen erhielten.